# Tai-chi style Yang
 (juillet 2015).
Si vous disposez d'ouvrages ou d'articles de référence ou si vous connaissez des sites web de qualité traitant du thème abordé ici, merci de compléter l'article en donnant les références utiles à sa vérifiabilité et en les liant à la section « Notes et références ».

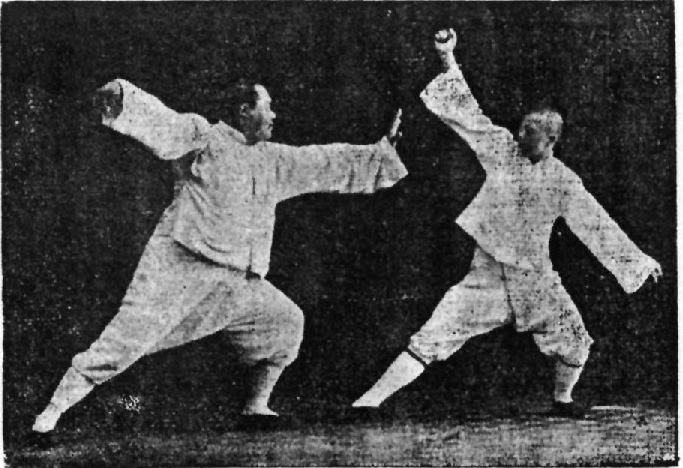
Combat de tai chi chuan style yang

Le Taiji quan style Yang (chinois simplifié : 杨氏太极拳 ; chinois traditionnel : 楊氏太極拳 ; pinyin : yángshì tàijí quán) est le style de tai-chi-chuan le plus pratiqué en Occident. La forme la plus connue est celle en quatre-vingt-huit pas[réf. nécessaire], parfois appelée « forme longue », par opposition aux formes plus courtes de Pékin en 24 pas et de Cheng Man Ching en 37 pas.

## Historique du tai-chi-chuan style Yang
C'est pendant le règne de Qianlong (1735 — 1795), quatrième empereur de la dynastie Qing que l'on vit opérer Wang Zongyue, un des plus grands maîtres de tai-chi-chuan dont on nous ait transmis le nom[réf. nécessaire], et, selon la tradition, auteur d'un célèbre écrit intitulé Traité classique de tai-chi-chuan ((zh)).
Dans les premières décennies du XIXe siècle, le tai-chi-chuan n'était enseigné qu'à quelques élèves par les membres de la famille Chen qui vivaient à Chenjiagou, village de la province du Henan. Puisque les membres de la famille Chen n'acceptaient pas d'étrangers parmi leurs élèves, Yang Luchan eut recours à un stratagème en se faisant embaucher comme domestique dans cette famille et il épia ses leçons pendant longtemps, pour ensuite s'entraîner en cachette pendant la nuit.[réf. nécessaire]
Le maître finalement le découvrit mais, étonné par l'habileté montrée par le jeune et rusé domestique, il décida de l'accepter parmi ses élèves. Yang Luchang devint en peu de temps le meilleur d'entre eux et, d'après la légende, était invincible. Il s'installa ensuite à Pékin où il ouvrit une école et commença à enseigner son art. Son style avait moins de variations de vitesse que celui de ses maîtres.

## La forme courte
Cheng Man Ching développa la forme en trente-sept pas dans les années 1940. Elle s'est répandue surtout aux États-Unis. Elle est plus courte que la forme traditionnelle : dix minutes pour l'exécuter au lieu de vingt-cinq à trente minutes pour la « forme longue ». Il a réduit le nombre de répétitions de mouvements.
Quand on parle de forme courte, il faut y inclure la petite forme de Pékin en 24 mouvements ainsi que les formes de compétitions, qui sont des formes dites "nouvelles" par opposition aux formes traditionnelles qui sont plus longues.

## Mouvements de la forme de Pékin
Le tai-chi style Yang comprend des enchaînements spécifiques dont l'une, développée au XXe siècle : la forme des vingt-quatre mouvements de Pékin.

## Tableau comparatif des trois principales formes du style Yang
| Forme longue 85 pas                                                           | Forme Cheng Man Ching 37 pas | Forme de Pékin 24 pas                                      |
| ----------------------------------------------------------------------------- | --- | ---------------------------------------------------------- |
| 1- Posture Préparatoire                                                       | 1- Posture de Préparation | Préparation                                                |
| 2- Forme du commencement                                                      | *- Posture de commencement | Séparer la crinière du cheval sauvage                      |
| 3- Saisir la queue du moineau (de l'oiseau)                                   | 2- Saisir la queue de l'oiseau, Parer à gauche                                                                                           | La grue blanche déploie ses ailes                          |
| 4- Simple fouet                                                               | 3- Saisir la queue de l'oiseau, Parer à droite                                                                                           | Effleurer le genou gauche, droite, gauche                  |
| 5- Élever les mains                                                           | 4- Saisir la queue de l'oiseau, Tirer en arrière (roll back)                                                                             | Jouer la guitare                                           |
| 6- La grue blanche déploie ses ailes                                          | 5- Saisir la queue de l'oiseau, Presser                                                                                                  | Reculer et repousser le singe                              |
| 7- Brosser le genou en pas contraire à gauche                                 | 6- Saisir la queue de l'oiseau, Pousser                                                                                                  | Tenir le ballon, rouler, presser, pousser, gauche, droite  |
| 8- Les mains tiennent le pipa                                                 | 7- Simple fouet | Simple fouet                                               |
| 9- Brosser le genou en pas contraire à gauche et à droite                     | 8- Élever les mains | Mouvoir les mains comme les nuages, gauche, droite, gauche |
| 10- Les mains tiennent le pipa                                                | 9- Coup d'épaule | Simple fouet                                               |
| 11- Brosser le genou en pas contraire à gauche                                | 10- La grue blanche déploie ses ailes | Caresser la crinière du cheval                             |
| 12- Avancer, dévier, parer et donner un coup de poing                         | 11- Brosser le genou à gauche | Séparer le pied droit                                      |
| 13- Fermer comme en scellant                                                  | 12- jouer de la guitare (ou Pipa) | Frapper des deux poings                                    |
| 14- Croiser les mains                                                         | *- Brosser le genou à gauche | Pivoter et séparer le pied gauche                          |
| 15- Embrasser le tigre et retourner à la montagne                             | 13- Faire un Pas en avant et donner un coup de poing                                                                                     | Le coq d'or se tient sur une patte                         |
| 16- Le poing visible sous le coude                                            | 14- Fermeture apparente | S'accroupir                                                |
| 17- Reculer en repoussant le singe à gauche et à droite                       | 15- Croiser les mains | Le coq d'or se tient sur une patte                         |
| 18- Vol en diagonale                                                          | 16- Embrasser le tigre et retourner à la montagne                                                                                        | La jolie dame tisse et lance la navette, droite, gauche    |
| 19- Élever les mains                                                          | *- Saisir la queue de l'oiseau: parer, tirer, presser, pousser                                                                           | Saisir l'aiguille au fond de la mer                        |
| 20- La grue blanche déploie ses ailes                                         | *- Le simple fouet oblique | L'éventail se rétracte                                     |
| 21- Brosser le genou en pas contraire à gauche                                | 17- Le poing sous le coude | Pivoter et frapper                                         |
| 22- L'aiguille au fond de la mer                                              | 18- Repousser le singe(à droite) | Parer et donner un coup de poing, se retirer et pousser    |
| 23- L'éventail se déploie vers le dos                                         | 19- Repousser le singe(à gauche) | Croiser les mains                                          |
| 24- Rejeter le corps et frapper avec le poing                                 | 20- le vol oblique | clore l'enchaînement                                       |
| 25- Avancer, dévier, parer et donner un coup de poing                         | 21- Mouvoir les mains comme des nuages (à gauche)                                                                                        |                                                            |
| 26- Avancer et saisir la queue du moineau (de l'oiseau)                       | 22- Mouvoir les mains comme des nuages (à droite)                                                                                        |                                                            |
| 27- Simple fouet                                                              | 23- Le serpent qui rampe |                                                            |
| 28- Mouvoir les mains (Mouvoir les mains comme des nuages)                    | 24- Le Coq d'Or se tient sur une patte (à droite)                                                                                        |                                                            |
| 29- Simple fouet                                                              | 25- Le Coq d'Or se tient sur une patte (à gauche)                                                                                        |                                                            |
| 30- Flatter l'encolure du cheval                                              | 26- Écarter le pied droit |                                                            |
| 31- Séparation du pied à gauche et à droite                                   | 27- Écarter le pied gauche |                                                            |
| 32- Se retourner et donner un coup de talon                                   | 28- Se retourner et donner un coup de talon                                                                                              |                                                            |
| 33- Brosser le genou en pas contraire à gauche et à droite (Brosser le genou) | *- Brosser le genou à gauche et à droite                                                                                                 |                                                            |
| 34- Pas en avançant et planter le poing                                       | 29- Avancer d'un pas et donner un coup de poing vers le bas                                                                              |                                                            |
| 35- Rejeter le corps et frapper avec le poing                                 | *- Avancer d'un pas, saisir la queue de l'oiseau et simple fouet                                                                         |                                                            |
| 36- Avancer, dévier, parer et donner un coup de poing                         | 30- La fille de jade tisse et lance la navette (1er coin ou 1re partie)                                                                  |                                                            |
| 37- Coup de talon à droite                                                    | 31- La fille de jade tisse et lance la navette (2e coin ou 2e partie)                                                                    |                                                            |
| 38- Frapper le tigre à gauche                                                 | 32- La fille de jade tisse et lance la navette (3e coin ou 3èmè partie)                                                                  |                                                            |
| 39- Frapper le tigre à droite                                                 | 33- La fille de jade tisse et lance la navette (4e coin ou 4e partie)                                                                    |                                                            |
| 40- Ramener le corps et donner un coup de talon à droite                      | *- Saisir la queue de l'oiseau, Simple fouet, serpent qui rampe                                                                          |                                                            |
| 41- Les deux pics traversent les oreilles                                     | 34- Avancer d'un pas et former les sept étoiles                                                                                          |                                                            |
| 42- Coup de talon à gauche                                                    | 35- Reculer et chevaucher le tigre |                                                            |
| 43- Tourner sur soi-même et donner un coup de talon à droite                  | 36- Se retourner et balayer le lotus |                                                            |
| 44- Avancer, dévier, parer et donner un coup de poing                         | 37- Bander l'arc et tirer sur le tigre                                                                                                   |                                                            |
| 45- Fermer comme en scellant                                                  | *- Avancer d'un pas, dévier vers le bas, parer et donner un coup de poing, fermeture apparente, croiser les mains, et retour à l'origine |                                                            |
| 46- Croiser les mains                                                         | |                                                            |
| 47- Embrasser le tigre et retourner à la montagne                             | |                                                            |
| 48- Simple fouet oblique                                                      | |                                                            |
| 49- Le cheval sauvage agite sa crinière                                       | |                                                            |
| 50- Saisir la queue du moineau                                                | |                                                            |
| 51- Simple fouet                                                              | |                                                            |
| 52- La fille de jade enfile la navette                                        | |                                                            |
| 53- Saisir la queue du moineau                                                | |                                                            |
| 54- Simple fouet                                                              | |                                                            |
| 55- Mouvoir les mains (Mouvoir les mains comme des nuages)                    | |                                                            |
| 56- Simple fouet                                                              | |                                                            |
| 57- Posture basse (Le serpent qui rampe)                                      | |                                                            |
| 58- Le faisan doré se tient sur une patte (le coq d'or...)                    | |                                                            |
| 59- Reculer en repoussant le singe à gauche et à droite                       | |                                                            |
| 60- Vol en diagonal                                                           | |                                                            |
| 61- Élever les mains                                                          | |                                                            |
| 62- La grue blanche déploie ses ailes                                         | |                                                            |
| 63- Brosser le genou en pas contraire à gauche                                | |                                                            |
| 64- L'aiguille au fond de la mer                                              | |                                                            |
| 65- L'éventail se déploie vers le dos                                         | |                                                            |
| 66- Se retourner et le serpent blanc crache son venin                         | |                                                            |
| 67- Dévier, parer et donner un coup de poing                                  | |                                                            |
| 68- Saisir la queue du moineau                                                | |                                                            |
| 69- Simple fouet                                                              | |                                                            |
| 70- Mouvoir les mains (Mouvoir les mains comme des nuages)                    | |                                                            |
| 71- Simple fouet                                                              | |                                                            |
| 72- Flatter l'encolure du cheval et percer avec la paume                      | |                                                            |
| 73- Coup de pied en croix                                                     | |                                                            |
| 74- Avancer et donner un coup de poing au pubis                               | |                                                            |
| 75- Avancer et saisir la queue du moineau                                     | |                                                            |
| 76- Simple fouet                                                              | |                                                            |
| 77- Posture basse (Le serpent qui rampe)                                      | |                                                            |
| 78- Avancer et les sept étoiles                                               | |                                                            |
| 79- Reculer en enfourchant le tigre                                           | |                                                            |
| 80- Tourner sur soi-même et balayer le lotus                                  | |                                                            |
| 81- Bander l'arc et viser le tigre                                            | |                                                            |
| 82- Avancer, dévier, parer et donner un coup de poing                         | |                                                            |
| 83- Fermer comme en scellant                                                  | |                                                            |
| 84- Croiser les mains                                                         | |                                                            |
| 85- Posture finale (Fermeture du Tai ji)                                      | |                                                            |

## Autres tai-chi style Yang
Le style Yang a donné naissance à de nombreuses écoles (ou familles). Les trois fils de Yang Luchan pratiquèrent et enseignèrent le Taï chi chuan. C'est à Yang Chen Fu, un des frères, que l'on doit la codification de la grande forme (DA JIA) telle que nous la connaissons aujourd'hui. Yang Shaohou et Yang Banhou, ses frères, ont transmis à leurs élèves des formes qui diffèrent quelque peu, ce qui explique aujourd'hui les différentes variantes dans l'exécution de la forme que l'on retrouve dans les écoles se rattachant au style Yang.
Yang cheng fu fut formé par son père, Yang Jian Hou,  jusqu'à l'âge de 34 ans.Il faut citer aussi les fils de Yang Chen Fu qui à notre époque ont continué à enseigner l'art familial : Yang Sau Chung (aujourd'hui décédé), Yang Zhenji et bien sûr Yang Zhenduo, aujourd'hui d'un âge avancé, dont le petit-fils, Yang Jun a repris officiellement le flambeau. Yang Zhenduo fut trop jeune pour apprendre le tai chi quand son père est mort. C'est pourquoi beaucoup se sont encore plus éloigné disant que Yang Zhenduo ne pouvait se prétendre successeur style de Yang Chen Fu contrairement à celui de son frère ou des élèves proches de Yang Chen Fu. En Chine, la lignée se propage au sein de la même famille, (ici famille Yang) même si cela n'a pas de sens pour beaucoup.
Quelques écoles Yang :
- Guangping Yang taiji serait le style d'origine de Yang Luchan
- Tai-chi-chuan style Yang famille Tung
- Yangjia Michuan Taiji Quan